# Fenestrulina personata
Fenestrulina personata is een mosdiertjessoort uit de familie van de Microporellidae. De wetenschappelijke naam van de soort is voor het eerst geldig gepubliceerd in 1883 door MacGillivray.